# Coenonympha heinemani
Coenonympha heinemani är en fjärilsart som beskrevs av Brown 1959. Coenonympha heinemani ingår i släktet Coenonympha och familjen praktfjärilar. Inga underarter finns listade i Catalogue of Life.